# Savo Island
Savo ist eine etwa sechs mal sieben Kilometer große Vulkaninsel 15 Kilometer nordöstlich von Cape Esperance, der Nordspitze von Guadalcanal in den Salomonen, im südlichen Pazifik. Administrativ gehört sie zur Provinz Central des Inselstaates Salomonen. Zwei der 13 Wards der Provinz Central liegen auf der Insel (mit Bevölkerung zum Stand der Volkszählung am 23. November 2009):
- North Savo (1,520)
- South Savo (1,617)

(eigentlich Nordwesten und Südosten). Hauptort ist Alialia im Norden.
Von der Hauptstadt Honiara ist Savo rund 35 km entfernt. Die Einwohner der Insel sprechen Savosavo, eine Ost-Papua-Sprache mit rund 2500 Sprechern.
Der 485 m hohe Vulkan auf der Insel brach zuletzt in den Jahren zwischen 1835 und 1850 aus. Eine Eruption war dabei so stark, dass sie alles Leben auf der Insel auslöschte. Ein älterer Ausbruch ist von 1568 belegt. Laut den Angaben der Weltorganisation der Vulkanobservatorien (WOVO) ist der Vulkan auf Savo Island alle 100 bis 300 Jahre aktiv.
Auf dem Eiland befinden sich Geysire, heiße Schlammseen und Quellen. Das auf Savo beheimatete, zu den Großfußhühnern gehörende Bismarckhuhn nutzt die vorhandene Erdwärme aus, indem es tiefe Löcher in den warmen Vulkanboden gräbt und dort seine Eier ablegt. Die Küken schlüpfen ohne weitere Brutpflege nach acht bis neun Wochen. In den Gewässern rund um Savo leben viele Haie.
Die Insel ist als Ort von fünf der sieben größeren Seeschlachten während der Schlacht um Guadalcanal im Pazifikkrieg bekannt geworden. Bei der Schlacht vor Savo Island standen sich japanische und amerikanische sowie australische Marineeinheiten gegenüber. Da als Folge dieser Schlachten südöstlich der Insel viele Schiffswracks liegen, ist die See dort als Ironbottom Sound bekannt. Die nahe der Küste liegenden Wracks sind bei Wracktauchern sehr beliebt.